# Nokia 6708

Este un smartphone realizat de companie Nokia. Are o cameră de 1.3 megapixeli, Infraroșu, Bluetooth, radio FM.

## Design
Smartphone-ul are carcasa din plastic.
Pe partea stângă a telefonului este o tasta funcțională care poate fi setat la orice funcție dorită. Tastele de volum se află chiar sub tasta funcțională.
Pe dreapta a aparatului veți găsi tasta dedicată camerei care activează camera atunci când este apăsat trei secunde. Partea de sus a telefonului găzduiește portul în infraroșu, iar partea de jos este locul unde veți găsi portul de încărcare și Mini port USB pentru conectarea prin cablu de date.

## Conectivitate
Nokia 6708 suportă GPRS, Infraroșu, Bluetooth 1.1, slot card miniSD și USB. Clientul de e-mail suportă protocoalele POP și IMAP.

## Multimedia
Are o cameră de 1.3 megapixeli care are o rezoluție maximă de 1280x1024 pixeli.
Clipurile video se pot înregistra în formatele 3GP și MPEG4.

## Caracteristici
- Bluetooth 1.1 cu EDR
- Infraroșu
- Camera de 1.3 megapixeli
- radio FM
- Java cu MIDP 2.0
- Procesor ARM925T de 144 MHz
- Ecran de 2.7 inchi
- Slot card miniSD
- Symbian OS v7.0